# FK Železničar Niš
FK Železničar Niš (srpski: ФК Железничар Ниш) bio je nogometni klub iz Niša, Nišavski okrug u Srbiji.

## Povijest
FK Železničar Niš osnovan je 22. studenog 1928. Klub se počeo natjecati u sezoni 1929./30. kada je igrao u ligi Moravske župe.
Klupske boje 1932. bile su plava i bijela, a klupska adresa Zanatlijska škola.
Radnici Blok-stanice i Mostovske radionice osnovali su 1946. Sportsko društvo Mostovac.
Potkraj 1946. niški klubovi spojili su se u 14. oktobar. 14. oktobar bio je prvoligaš u sezoni 1946./47. 14. oktobar potom je ugašen te je Železničar reformiran. Mostovac je obnovljen 1949. pod nazivom Dinamo, a tri godine kasnije društvo je svedeno na nogometni klub FK Dinamo Niš.
Dinamo i Železničar Niš spojili su se u novi klub zvan Lokomotiva Niš tijekom svibnja 1958. U prosincu 1959. odlučeno je na klupskoj godišnjoj skupštini da će se klub od iduće godine natjecati pod starim imenom Železničar.
Od sezone 1962./63. do sezone 1966./67. natjecao se u Drugoj saveznoj ligi – Istok. U sezoni 1967./68. igrao je u Srpskoj ligi – Jug. Od 1968./69. do 1970./71. ponovno je bio član Druge savezne lige – Istok. Ispavši iz tog natjecanja, Železničar je bio niželigaš sve do 1994. kada je osvojio Srpsku ligu – Istok. Od 1994./95. do 1996./97. igrao je u Drugoj ligi SR Jugoslavije. U njoj je ponovno zaigrao 2000./01., no ispao je iduće sezone.
Klub je ugašen 2009. godine, da bi bio nakratko pokrenut 2011. godine i nanovo ugašen 2012. godine.[nedostaje izvor]

## Uspjesi
(nepotpun potpis)

Prvenstvo Niškog nogometnog podsaveza:
- 1939., 1941.

## Poveznice
- srbijasport.net, profil kluba
- (srp.) fsn.org.rs - Fufbalski savez Niša - informacije o klubu